# حصار غونس
حصار غونس هو حصار وقع في عام 1532 على بلدة كوسيغ في مملكة المجر من قبل الدولة العثمانية. أستطاعت القوات الكرواتية المدافعة عن البلدة بقيادة نيكولا يوريشيتش صد القوات العثمانية بقيادة سليمان القانوني وإبراهيم باشا الفرنجي ومنعها من التقدم نحو فيينا.